# 頂碩里
頂碩里是台北市萬華區大理次分區轄下的一個里。面積0.1639平方公里，下轄29鄰。2022年止共有人口6,659人。

## 邊界
西側為雙園里，北側為富福里，東側為中正區，南側為新忠里。

## 公共設施
- 臺北市立圖書館西園分館 [2]